# ジョン・テオドール・ハインズ
ジョン・テオドール・ハインズ（英: John Theodore Heins、1697年ごろ - 1756年）は、おそらくはドイツ生まれの画家および版画家であるが、主要な活動場所はイギリスであった。
イングランドのノーフォーク州 シティ・オブ・ノリッジに居を構え、1720年まで地元の著名な家族の肖像画シリーズに取り組んだ。

## 生涯
1720年ごろからノリッジで活動していた。慈善などを目的としたくじであるラッフルに参加した1729年にノリッジにあるホッグ・ヒルに住み始めたことが記録されており、彼の描いた3作品が賞を受賞している。一部の初期作品には「D. Heins」との署名がされており、この「D」はドイツの「テオドール（Theodore）」に相当する「ディートリッヒ（Dietrich）」のことではないかと思われる。
1732年、現在ではザ・ホールズで鑑賞できる多くのノリッジ市民を描いた肖像画の最初の作品制作を依頼される。1746年までにノリッジ市民の肖像画を独占し、その際に市内の砲兵隊から依頼を受けたトーマス・バードウェルがウィリアム・クロウの肖像画を描き、翌年にウィリアム・クロウは市長に就任した。ハインズはハノーファー出身の作曲家でイングランドに移住したヘンデルの肖像画2点を描いている。彼の優れた作品の一部はのアストレー家が依頼したものであり、その中には音楽会や、第3代準男爵サー・ヤコブ・アストレー（1692年 - 1760年）の子供であるエドワードとブランチ・アストレーを描いたペアとなる肖像画などが含まれている。またハインズは寓話や歴史に纏わる出来事や蝋燭の灯りの場面、当時の庶民院議員で書店主のトーマス・ガイの生涯を切り取った2つの場面を含む風俗画を描いたりしている。
1745年10月1日、ジェントルマンズ・マガジンは「名高いノリッジのハインズ氏が描いた数点の肖像画の鑑賞方法」と呼ばれる一編の詩を掲載した。

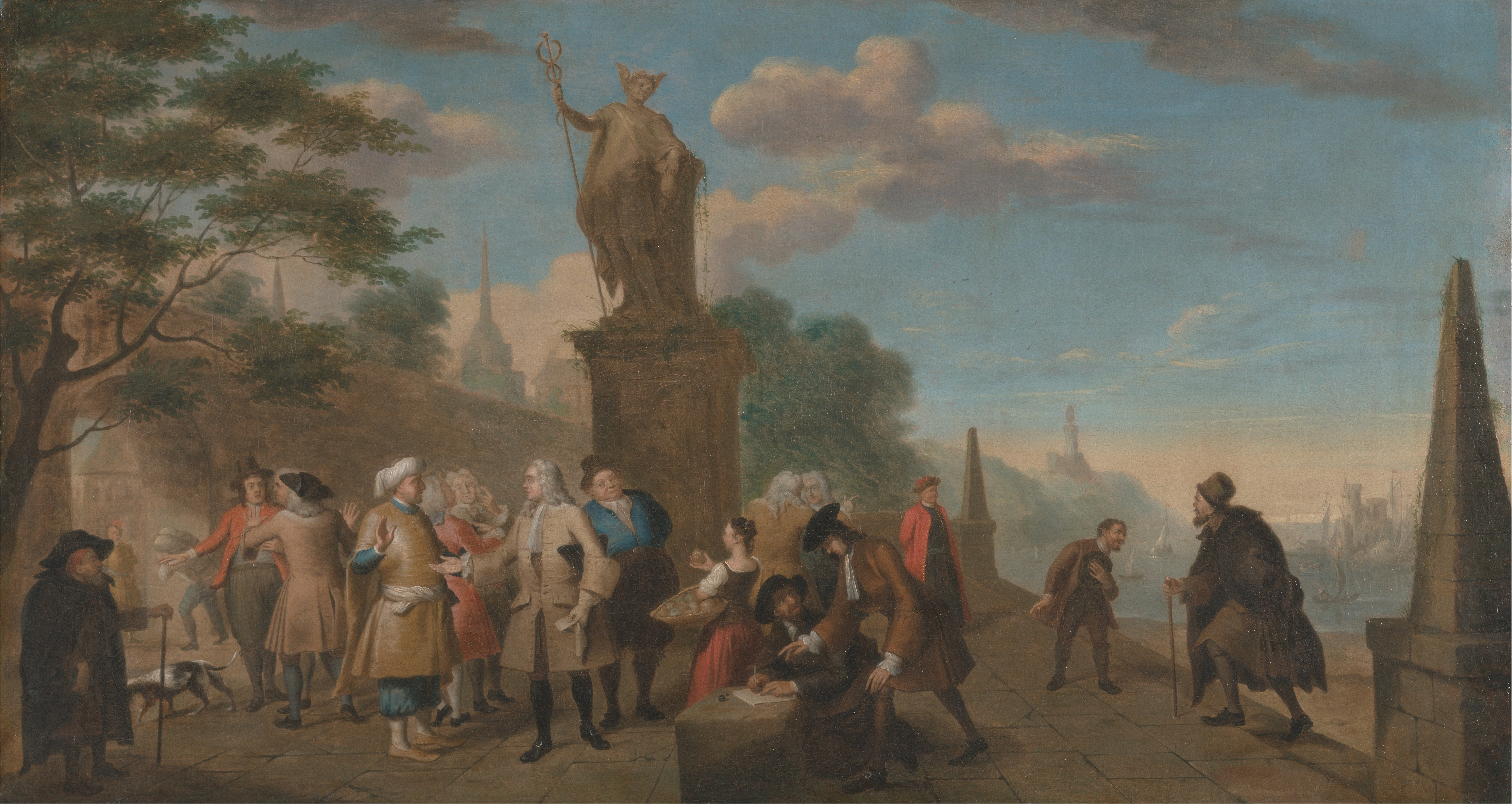
ジョン・テオドール・ハインズ「取引の寓話」(エール大学英国美術センター所蔵)

## 版画
ジョセフ・ストラットは『版画家伝記辞典』（1786年）の中で、ハインズが「とても堅苦しくて悪趣味なスタイル」と呼んだメゾチントで一部の肖像画の複製を行ったことや僅かな枚数の皿にエッチングを施したらしいということを指摘している。ストラットがその中でもとりわけノリッジ教区主教であるトーマス・グーチの半身像に触れており、その肖像画には「Heins Pinx et fecit, 1741」との署名がされている。

## ジョン・テオドール・ハインズ・ジュニア
「J. ハインズ」という名前でしか知られていないハインズの息子は元はと言えば織物製造業者に弟子入りしていたが、その後両親の要望により油彩画や細密画を描く画家になったとストラットは語っている。しかしながら、ストラットにとっては「彼の主要な卓越性はエッチング、いや、寧ろスクラッチの方にあるのだが、その理由としては硝酸の助けを借りずにドライポイントを用いているから」なのである。彼はジェイムズ・ベンサム著『イーリー大聖堂の歴史』に図版を描いている。描いた肖像画の中にはグロッセ氏とその妻などがあり、グロッセの兄は『伝記辞典』に使用されているハインズ家の詳細な情報をストラットに伝えた。ジョン・テオドール・ハインズ・ジュニアは1770年ごろにイギリスのチェルシーで没している。